# Centro storico di Bosa
Il centro storico di Bosa è uno dei più estesi della Sardegna. Esso si è sviluppato in un’epoca compresa tra il Medioevo e l’Ottocento e corrisponde – con l’eccezione del complesso conciario di Sas Conzas – all’abitato sito sulla sponda destra del Temo e incluso nel più tardo circuito murario cittadino trecentesco, completamente abbattuto o diroccato già nel XIX secolo. Le mura di delimitazione si estendevano lungo il fiume, in corrispondenza delle vie Vecchia Muraglia-Lungotemo e di Santa Giusta, per poi connettersi con le mura del castello di Serravalle, lambendo a ovest l’attuale via Gioberti e risalendo Sas Iscalas Longas; mentre a est, costeggiavano S’Iscala ’e sa Rosa. Erano presenti almeno quattro porte: quella di San Giovanni, a nord-ovest, della Maddalena, a ovest, del Ponte, a sud, e di Santa Giusta, a est. Nelle fonti si trova menzione anche di una porta della Scaffa, situabile lungo il fiume e forse identificabile con la porta del ponte.
All’interno del centro storico delimitato dal predetto circuito murario si distinguono i seguenti rioni:
- il nucleo medievale di Sa Costa, con i rioni di Corte Intro, Modoleddu, Via delle Scuole e di Corte ’e su Piscamu;
- il quartiere cinquecentesco di Santa Croce;
- il corso Vittorio Emanuele II (o Sa Piatta), conseguente alla sistemazione urbanistica operata tra il Settecento e l'Ottocento.

Al di fuori delle mura e sulla sponda sinistra del fiume Temo, si rinviene, invece, il rione di Sas Conzas, formato da un complesso industriale conciario sei-settecentesco.

## Descrizione

### Sa Costa
Si tratta dell’insediamento di più antica datazione. Il termine “costa”  (cioè pendio) allude alla sua più evidente caratteristica morfologica, cioè al fatto che il borgo appare arroccato, disposto a ventaglio lungo le linee di livello di un versante del colle di Serravalle, di cui copre la superficie meridionale e occidentale. Questo primo nucleo urbano lascia a monte – per necessità belliche – uno spazio privo di costruzioni nell’area antistante le mura del castello, pari almeno alla gittata delle armi da lancio. Per questo motivo, le abitazioni della schiera più elevata appaiono disposte a corona, equidistanti dalla torre più avanzata del castello e debitamente distanziate da essa. A valle, invece, il limite estremo è demarcato dall’attuale via del Carmine, conosciuta nella topografia storica come Contrada Tendas (cioè rione delle botteghe, dei negozi), nome che evoca l’antica funzione commerciale dell’area. Nella parte occidentale di Sa Costa, è stato individuato, poco più a monte dell’antica via delle Tende, un isolato che si distingue nettamente dal resto del borgo medievale, ordinatamente lottizzato a schiera. Tale apparato insediativo, piuttosto irregolare e posizionato ai piedi del colle, corrisponde all’area di via Chiassuolo e di via Bulvaris e configurerebbe il nucleo di un centro abitato anteriore a quello formatosi in seguito all’attività di popolamento promossa dai Malaspina. Questo insediamento sarebbe collegato all’attività di un importante porto fluviale di pertinenza giudicale attestato nelle fonti dal 1202, porto forse sito in un’area attualmente interrata, nel quale confluivano il rio ‘’de su Codulanu’’ e ‘’de s’Aladerru’’, a ovest dell’attuale via Gioberti. Si deve invece all’incastellamento dei Malaspina, a partire dalla seconda metà del Duecento, la formazione del restante nucleo abitativo di Sa Costa, caratterizzato da lottizzazioni a schiera, ad andamento programmato e tracciato lungo le linee di livello del colle. Da valle a monte le schiere che percorrono longitudinalmente la collina seguono i seguenti assi viari: via del Carmine, via Malaspina, via Serravalle, via Muruidda-via Montenegro e via Ultima Costa. Tra via Serravalle e via Muruidda era presente una quinta strada (vico del Giardino), quasi del tutto inglobata da posteriori costruzioni.

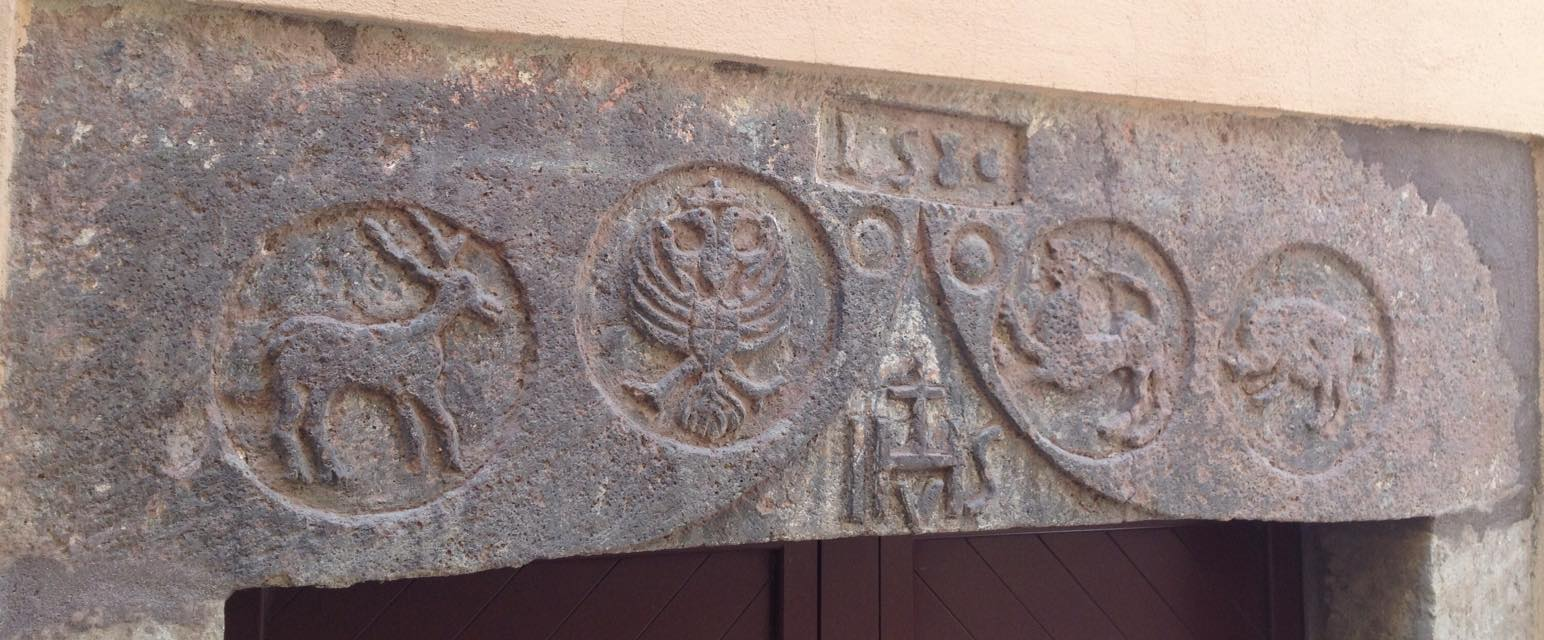
Architrave in trachite datata 1580 (via Sant'Ignazio, 71)

Gli assi viari, disposti a diverse altezze, sono raccordati da scalinate e sottopassi. I moduli edilizi sono piuttosto elementari, ma spesso arricchiti con architravi decorati in trachite locale; tra quelli datati, il più antico riporta l’anno 1580. Le abitazioni, alquanto strette, hanno generalmente un solo piano a monte, mentre a valle possono raggiungere anche i tre piani, di cui quello inferiore è spesso scavato nella roccia.
Tutte le aree qui descritte erano comprese all’interno di un circuito murario tardomedievale in corrispondenza, a nord, delle vie Muraglia Franzina (ora via Montenegro), Portella e Muruidda (in italiano, mura della Villa); la cinta proseguiva lungo le due scalinate che delimitano a est e a ovest l’area edificata del colle e si collegava, infine, all’attuale via del Carmine, costeggiandola per tutta la sua lunghezza.

### Corte Intro-Via del Pozzo-Modoleddu e Corte ’e su Piscamu
A valle del borgo di Sa Costa, a ovest, tra via del Carmine, vico del Rosario e il Corso Vittorio Emanuele II, si trovano degli isolati che presentano una conformazione planimetrica del tutto differente rispetto al restante borgo medievale, pur essendo riconducibili a una data anteriore al 1283. Si tratta degli isolati di Corte Intro, via del Pozzo e di via Modoleddu, i quali sono costituiti da cellule abitative disposte a rettangolo intorno a una corte o piazza. La loro conformazione, la loro vicinanza all’ipotizzato porto fluviale giudicale, in connessione con l’antica via dei commerci (via Tendas) e al di fuori del più antico tracciato murario, nonché la toponomastica del contorno (via Anzena, cioè “straniera”, e via Franzina, cioè “franchigena”) – che evoca una certa relazione con comunità straniere –, sono indici che hanno portato gli studiosi a considerarli fondaci mercantili. Prima dell’emanazione del Privilegio General del 1283, i mercanti stranieri non potevano risiedere all’interno del circuito murario cittadino, così, per esigenze di sicurezza e di controllo fiscale delle merci, ogni gruppo di mercanti stranieri, per nazionalità, si stabiliva all’interno di un quartiere di propria pertinenza (a Bosa si ha notizia, nel 1254, della presenza di corallari marsigliesi con propri consoli e si è ipotizzata una connessione tra il fondaco di via delle Scuole-Modoleddu con comunità ebraiche). I quartieri appena menzionati erano disposti attorno a un cortile comune dotato di pozzo, forno, depositi al piano terra e, talvolta, di una propria chiesa. I fondaci erano esternamente chiusi, murati o adiacenti ad altre corti e si poteva accedere ad essi attraverso stretti passaggi, normalmente chiudibili per esigenze di difesa. Venuto meno l’obbligo di residenza esterna dei mercanti stranieri, anche questi isolati saranno incorporati nel più tardo circuito murario. Nella parte orientale di Sa Costa, ai piedi del colle e in prossimità del Corso, nell’attuale Piazza Episcopio (Corte ’e su Piscamu, cioè del vescovo), si trova invece un’unità edilizia dalle particelle catastali piuttosto ampie, a testimonianza dell’elevato strato sociale di chi vi risiedeva, e dotata di una corte con pozzo (contrada Puttu Mannu): si tratta dell’antico quartiere vescovile, nel quale venne eretto il palazzo episcopale dopo l’abbandono di quello presente a San Pietro.

### Santa Croce
Tra la sponda del fiume e il corso Vittorio Emanuele II, si trova un isolato disposto lungo una croce di strade, formato dall’intersezione di via Palestro e di via Santa Croce (nelle mappe catastali del 1857 denominata Contrada del Macello Vecchio). Le attuali forme del rione richiamano un impianto cinquecentesco di opera gesuitica, dedicato alla figura religiosa della croce e presente anche ad Alghero e a Cagliari. Nel XVI secolo fu costruita, nell’area, la Chiesa di Santa Croce con un ospedaletto annesso. In corrispondenza della strada di accesso a questo settore urbano dal corso Vittorio Emanuele II, furono costruiti il Collegio dei gesuiti e l’adiacente oratorio del Rosario.

### Sa Piatta (Corso Vittorio Emanuele II)

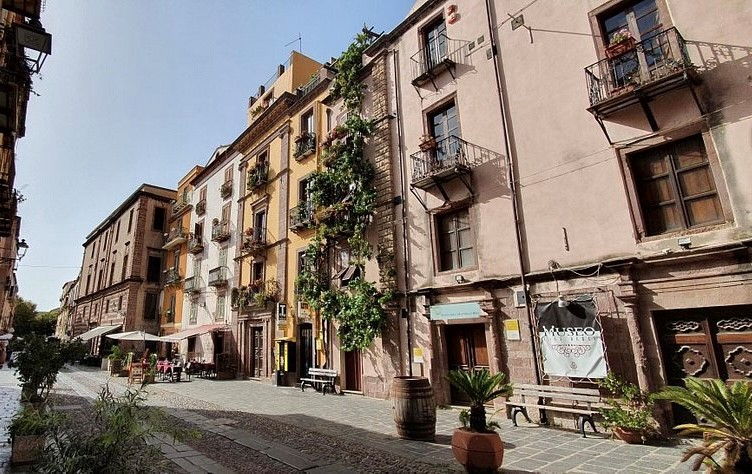
Veduta del Corso Vittorio Emanuele II (Sa Piatta)

L’attuale corso Vittorio Emanuele II, anticamente anche Piazza o Contrada Maggiore, costituisce l’asse viario principale del centro storico. La via e l’isolato che vi si affaccia sono tradizionalmente conosciuti come Sa Piatta, giacché in essa vi era la ‘’platea communis’’, il centro dell’attività politica, mercantile e religiosa della città. Nei pressi dell’arteria centrale dell’abitato, localizzata un tempo in via delle Tende, si trovavano infatti i più importanti edifici cittadini, tra cui il palazzo della Domus Regia o Domus Curiae (tra vico Palazzo e via del Carmine). L’isolato presenta particelle catastali piuttosto ampie, con palazzi dalle alte facciate riccamente adornate secondo stilemi barocchi e neoclassici, ricchi portali e architravi in trachite, balconcini in ferro battuto e interni affrescati. La dimensione pittoresca e il decoro urbano acquisito dal corso, che rendono la città un unicum in ambito isolano, sono il frutto di una massiccia opera di riedificazione e di aggregazione di edifici preesistenti, portata a compimento tra il Settecento e l’Ottocento dalla ricca borghesia locale, sotto gli auspici di una notevole crescita industriale. Il riordino dell’area, fu inoltre promosso anche con interventi pubblici, che determinarono l’abbattimento della fatiscente Chiesa della Maddalena, con la conseguente apertura di una piazza e l’edificazione di un fontanone monumentale. Da ultimo, il corso fu illuminato e lastricato nell’ultimo quarto dell’Ottocento. Un simile lavoro di riordino – che è stato eseguito anche nei palazzi che si affacciano sul Lungotemo, seppure in forma più modesta – ha fotografato, sul piano urbanistico, il divario di classe esistente tra i costagios, i popolani che vivevano in povertà nelle – allora anguste – abitazioni di Sa Costa, e i facoltosi abitanti di Sa Piatta.

### Sas Conzas (le Conce)

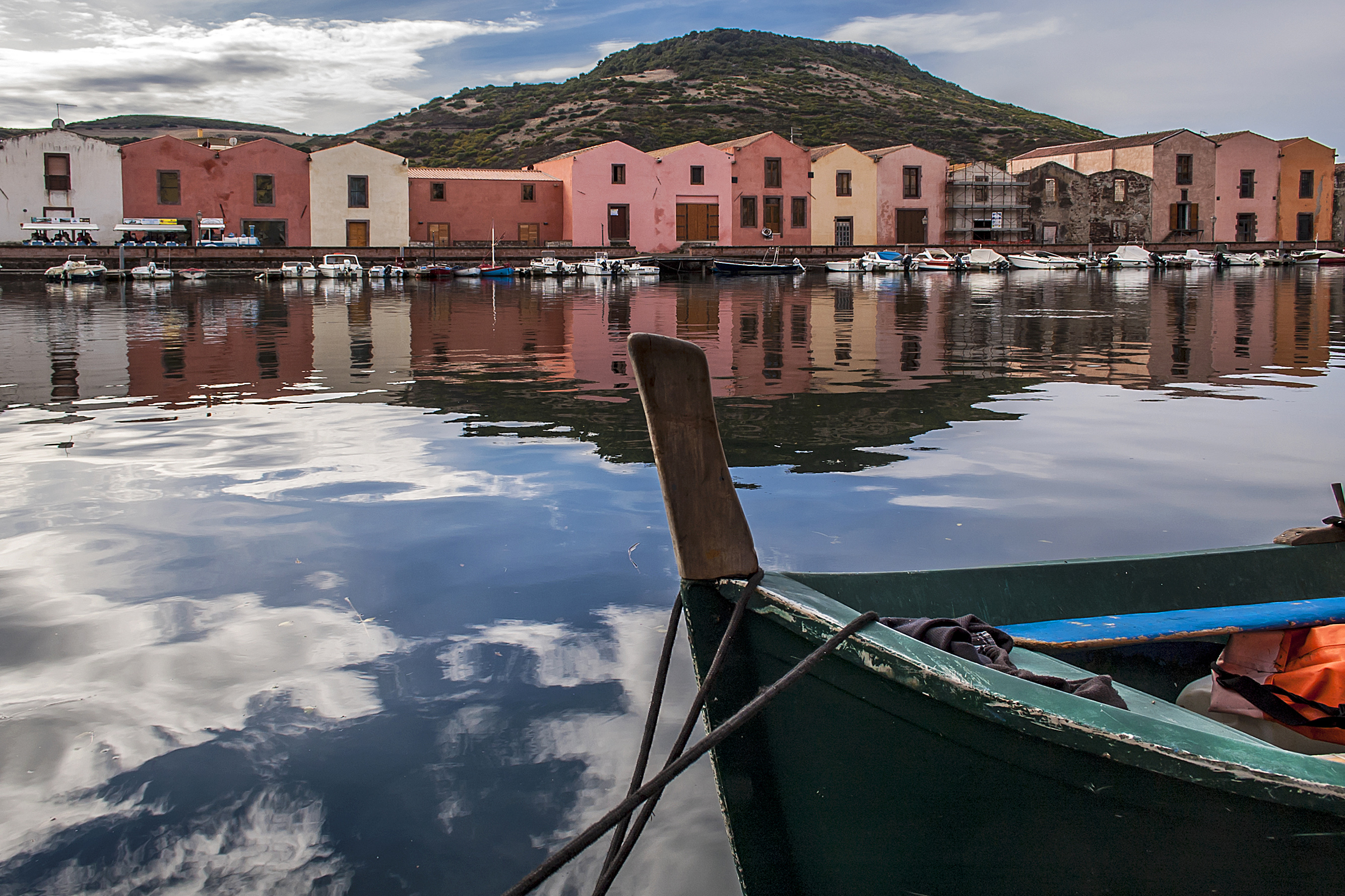
Le vecchie concerie, lungo la sponda sinistra del fiume Temo

Il complesso delle vecchie concerie fu eretto tra il Seicento e il Settecento lungo la riva sinistra del Temo, in prossimità del Ponte Vecchio, e raggiunse la sua massima operatività nel XIX secolo diventando il maggior centro conciario della Sardegna con ventotto strutture in attività. Completamente dismesse nel 1962, le vecchie concerie sono state classificate come monumento nazionale, in quanto rara testimonianza di architettura industriale all'interno di un contesto urbano che concorre a caratterizzare. Le strutture, pertanto, sono state sottoposte a misure di tutela che ne hanno consentito il recupero e la valorizzazione dopo il degrado seguito al loro abbandono. Si tratta di un insieme di stabilimenti conciari che occupano una superficie coperta di 4000 m², estendendosi – con uno schema modulare ripetitivo a timpani affiancati. All'interno delle singole strutture, l'area era divisa in un piano terra con vasca in muratura, ove avveniva la lavorazione delle pelli, e in un piano superiore, nel quale si procedeva alla rifinitura.